# White Mountain Central Railroad
| Climax-Getriebelokomotive von 1920 |                      |                      |                    |
| Streckenverlauf |                      |                      |                    |
| Streckenlänge: | 2 km                 |                      |                    |
| Spurweite: | 1435 mm (Normalspur) |                      |                    |
| |                      |                      |                    |
| \| \| \| \| \| \| \| \| Interstate 93 \| \| \| \| \| \| \| \| \| \| \| \| \| \| \| Pemigewasset River \| \| \| \| \| Lokschuppen \| \| \| \| \| \| \| \| \| \| Lokschuppen \| \| \| \| \| Clark’s Trading Post \| \| |                      |                      |                    |
| |                      |                      |                    |
| |                      | Interstate 93        |                    |
| |                      |                      |                    |
| |                      |                      |                    |
| U-Bahn-Brücke über Wasserlauf |                      | Pemigewasset River   | Pemigewasset River |
| U-Bahn-Strecke · U-Bahn-Betriebs-/Güterbahnhof Streckenanfang |                      | Lokschuppen          | Lokschuppen        |
| |                      |                      |                    |
| U-Bahn-Bahnübergang geradeaus unten · U-Bahn-Betriebs-/Güterbahnhof Streckenende |                      | Lokschuppen          | Lokschuppen        |
| |                      | Clark’s Trading Post |                    |

Die White Mountain Central Railroad (WMCRR) ist eine zwei Kilometer lange Museumseisenbahn beim Clark’s Trading Post in Lincoln, New Hampshire.

## Geschichte
Die Bahnstrecke wurde ab 1955 gebaut und am 30. Juli 1958 eröffnet. Es handelt sich um eine der wenigen Bahnstrecken in Neuengland, auf denen noch regelmäßig Dampfbetrieb stattfindet. Es handelt sich um eine für den Tourismus neu gebaute Normalspur-Strecke mit 1435 mm Spurweite, anders als in den meisten Vergnügungs- oder Freizeitparks, die normalerweise Schmalspurbahnen verwenden.

## Streckenverlauf
Der Bahnhof dient auch als Eingangsgebäude des Clark’s Trading Post genannten Freilichtmuseums und Freizeitparks. Er stammt ursprünglich aus dem Freizeitpark Freedomland U.S.A., der 1964 geschlossen wurde. Von dort fahren die Züge nach Norden durch das Freilichtmuseum vorbei an zwei Lokschuppen und dann in einen Wald. Die meisten Fahrten folgen einem festen Programm mit einem Abstecher in ein Abstellgleis. Abwechselnd wird entweder am Wasserturm Wasser für die Dampferzeugung aufgenommen oder am   Lokschuppen Brennholz in den Tender der Getriebe-Dampflok geladen.

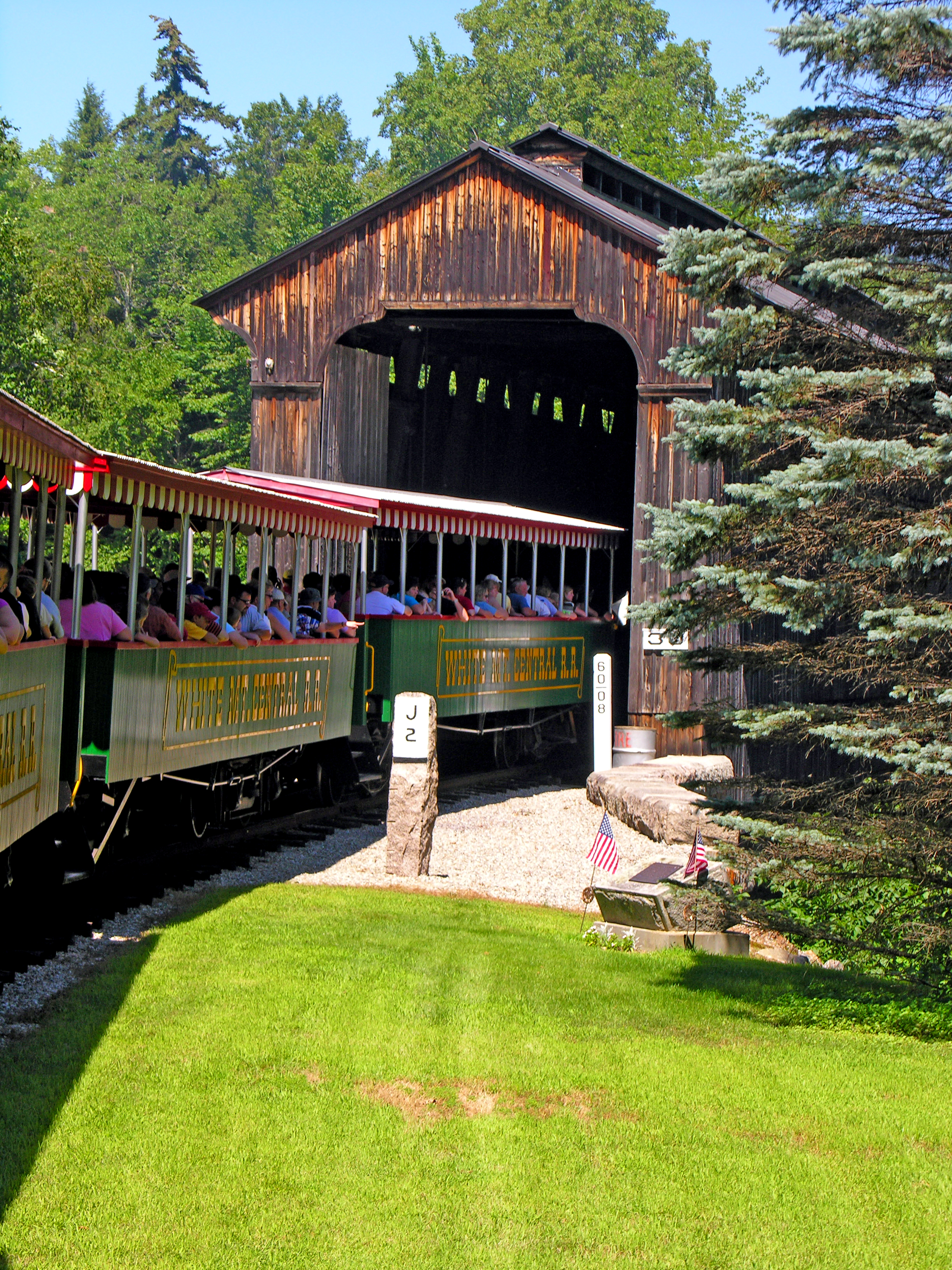
Gedeckte Holzbrücke von 1904

Die Bahn durchquert eine der für die Gegend typischen gedeckten Holzbrücken, die 1904 ursprünglich für die Barre & Chelsea Railroad in Montpelier, Vermont errichtet worden war und 1960 von Clark’s erworben wurde. Alle Teile wurden einzeln nummeriert, und dann zerlegt und 1963 bis 1965 am Ufer wieder aufgebaut. Anschließend wurde sie mit einem alten Lynn Halbkettenfahrzeug an die endgültige Stelle gezogen. Die Brücke ist 36,5 m lang, wiegt 200 Tonnen und hat eine Tragkraft von weiteren 200 Tonnen.

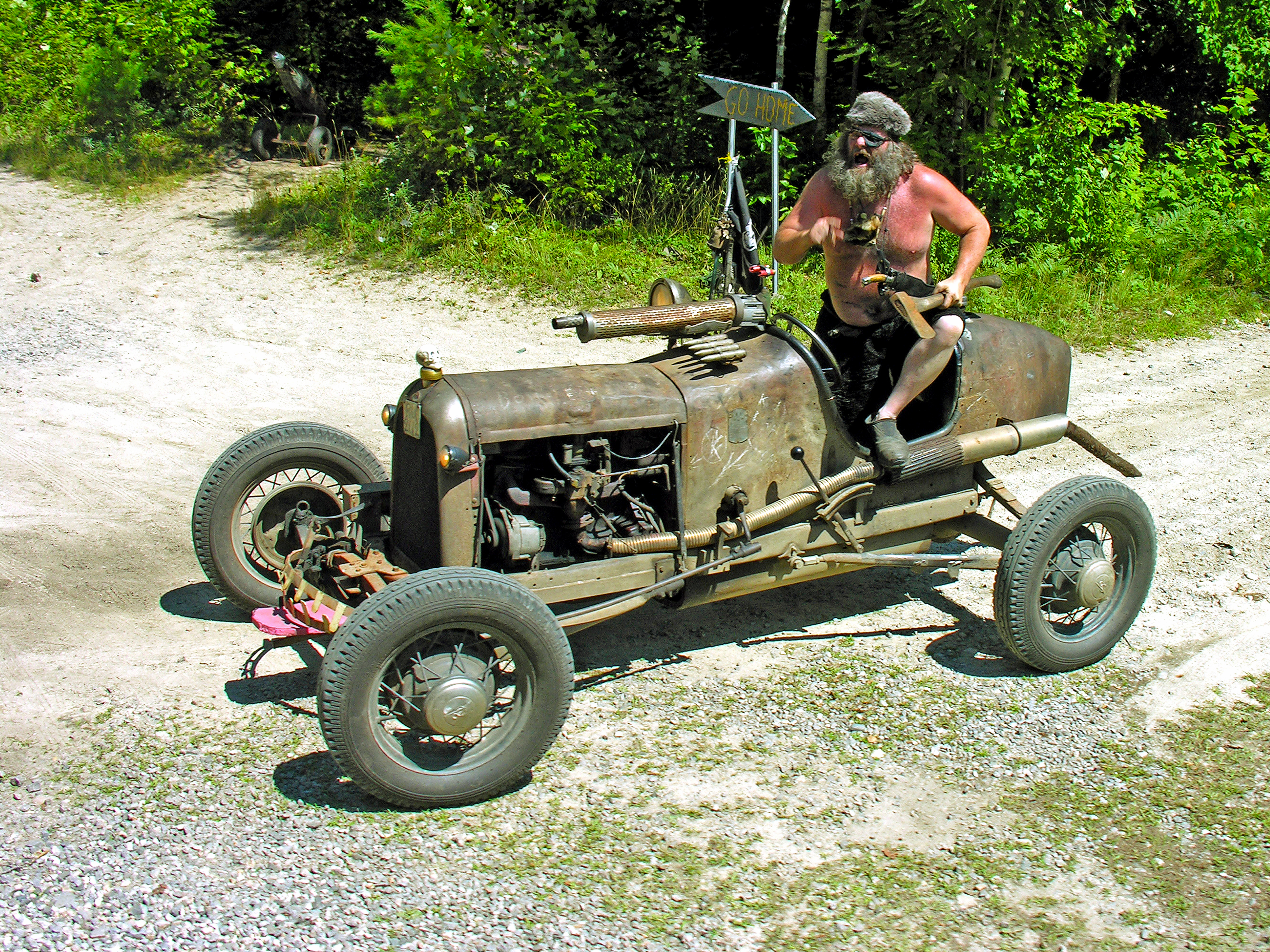
Ein Werwolf verfolgt den Zug, um seinen Claim zu verteidigen

In einem Wolfman’s Territory genannten Waldgebiet verfolgt oft ein als Werwolf verkleideter Schauspieler in einem alten Auto den Zug. Es soll sich dabei um einen alten Goldsucher handeln, der in seinem Claim das seltene und wertvolle Unobtainium-Erz gefunden hat und Angst hat, dass die Bahnreisenden gekommen seien, um dieses abzubauen. Schließlich unterquert die Bahn in einem Tunnel die Interstate 93 und fährt vom Ende der Strecke wieder zum Bahnhof zurück.
Jede Fahrt dauert insgesamt eine halbe Stunde. Pro Tag werden von Ende Mai bis Anfang Oktober bis zu 6 Fahrten durchgeführt. Die Fahrkarten sind im Eintrittspreis des Parks eingeschlossen. An einem Wochenende im September werden normalerweise spezielle Eisenbahntage mit Sonderzügen veranstaltet.

## Lokomotiven
| Nummer | Typ                                  | Hersteller                            | Baujahr | Herkunft                                                                                   | Erwerbung | Zustand                                                           | Anmerkungen |
| ------ | ------------------------------------ | ------------------------------------- | ------- | ------------------------------------------------------------------------------------------ | --------- | ----------------------------------------------------------------- | --- |
| 1      | 0-4-0T                               | H.K. Porter, Inc                      | 1931    | Koppers # 1                                                                                | 1957–1958 | Nur bei Sonderfahrten in Betrieb.                                 | Die kleinste auf der Strecke eingesetzte Dampflok. Bis 1954 im Bahnschwellenwerk in Nashua eingesetzt. |
| 2      | Benzinlok                            | Vulcan Iron Works                     |         | Granitsteinbruch in Barre, Vermont                                                         | 1964      | Wird gelegentlich beim Gleisbau eingesetzt.                       | Zu klein für den Personenverkehr. |
| 4      | Heisler-Dampflok                     | Heisler Locomotive Works              | 1929    | International Shoe Company                                                                 | 1958      | Nicht betriebsbereit. Wird nur an den Eisenbahntagen ausgestellt. | Seit 1961 auf der Strecke in Betrieb. Von 1964–1976 als Hauptlok und 1977–1984 als Backup. Nicht leistungsstark genug, um Züge mit 5 Wagen zu ziehen. 1984–2006 nur gelegentlich eingesetzt. Kessel wird bei der Boothbay Railway Village in Maine generalüberholt. |
| 5      | 2-4-2T                               | Baldwin-Dampflok                      | 11–1906 | 1966–1969 East Branch and Lincoln Railroad, danach als Denkmal im Loon Mountain Ski Resort | 1999      | Nur bei Sonderfahrten in Betrieb.                                 | Logging locomotive for 40 years, 1906–1946. Logging mill switcher for 23 years. Seit 26. September 1999 bei der WMCRR. |
| Shay   | Shay-Dampflok der B-Klasse           | Lima Locomotive Works                 | 12–1917 | Woodstock Lumber Company, Franconia Paper Company                                          | 1951–1952 | Nicht betriebsbereit. Wird nur an den Eisenbahntagen ausgestellt. | 50 t, Seriennummer 2958. 1919 von Woodstock Lumber Co. in Woodstock (New Hampshire), NH als Rangierlok erworben. |
| 6      | Climax-Lokomotive                    | Climax Locomotive Works               | 1920    | Beebe River Lumber Company, East Branch and Lincoln Railroad                               | 1951      | Betriebsbereit. Hauptsächlich eingesetzte Lok.                    | Seriennummer 1603. Restaurierung 1976 abgeschlossen. |
| 1943   | GE 65 t Dieselelektrische Rangierlok | GE Transportation                     | 8–1943  | Newport Dinner Train                                                                       |           | Betriebsbereit. Wird gelegentlich als Backup eingesetzt           | Seriennummer 17886. |
| B1     | Schienenbus                          | Sandy River & Rangeley Lakes Railroad | 1930    | Sandy River and Rangeley Lakes RR, 1930–1937, danach Starbird Lumber Company               |           | Nur bei Sonderfahrten in Betrieb.                                 | Wurde vorübergehend in der Nebensaison eingesetzt, aber auch dafür ist der Schienenbus inzwischen zu alt. |